# Tregua de Calais
La Tregua de Calais fue un pacto para poner fin a los combates acordado por el rey Eduardo III de Inglaterra y su homólogo Felipe VI de Francia el 28 de septiembre de 1347, con mediación del papa Clemente VI. Aunque debía durar originalmente nueve meses, se fue prorrogando repetidamente hasta 1355.

## Antecedentes

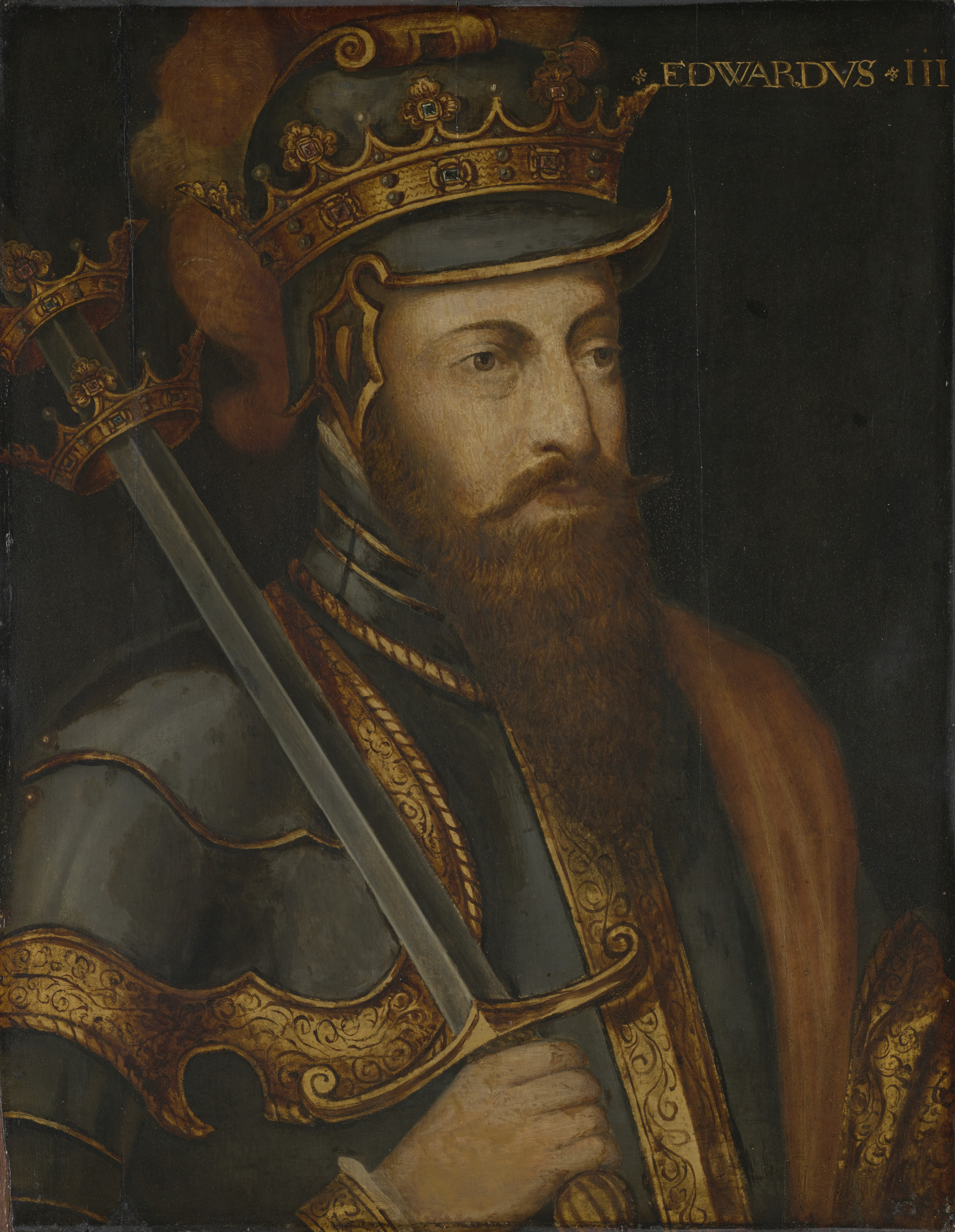
Eduardo III de Inglaterra

El 3 de agosto de 1347 capituló la ciudad francesa de Calais, que los ingleses llevaban asediando once meses. El jefe del ejército inglés, el rey Eduardo III (1327-1377), licenció inmediatamente a gran parte de su ejército y despidió a sus aliados flamencos. El francés, Felipe VI (1328-1350), hizo lo propio con parte de su ejército. Poco después, Eduardo emprendió una serie de incursiones en las que recorrió unos cincuenta kilómetros de territorio francés. Felipe trató de reunir de nuevo al ejército el 1 de septiembre, pero no pudo hacerlo. El tesoro real estaba agotado y los impuestos para sufragar la guerra tenían que recaudarse en muchos sitios por la fuerza y ni aun así se reunían los fondos suficientes para pagar a las tropas. Por añadidura, el ejército no deseaba volver a contender con los ingleses; para obligar a los nobles a contribuir a los preparativos bélicos, el rey tuvo que amenazarlos con confiscar sus propiedades si no acudían en su servicio. Retrasó asimismo un mes la fecha prevista para la reunión del ejército. Eduardo también tenía dificultades pare reunir fondos para la guerra, en parte porque no se esperaba que los necesitase tan pronto; para hacerse con ellos empleó métodos draconianos que disgustaron intensamente a la población. Los ingleses sufrieron también un par de reveses militares: la guarnición francesa de Saint-Omer desbarató una gran incursión enemiga y unos piratas franceses de Boulogne se apoderaron de un convoy que navegaba rumbo a Calais.

## Tregua

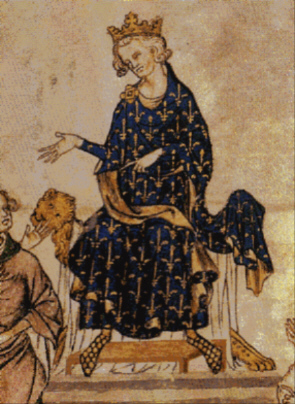
Felipe VI de Francia

Dos cardenales que actuaban como legados apostólicos del papa Clemente VI habían intentado negociar el fin de las hostilidades desde julio de 1346, en vano. A causa de los reveses militares y del agotamiento financiero de los dos bandos, estos se avinieron a tratar por fin en septiembre y el 28 acordaron una tregua. Esta favoreció claramente a los ingleses: reconoció su posesión de todo lo que habían conquistado en Francia y Escocia. Por su parte, a los flamencos se les reconoció su independencia de facto. Asimismo, Felipe se comprometió a no castigar a los nobles que habían conspirado e incluso luchado contra él. La Tregua de Calais debía durar nueve meses, hasta el 7 de julio de 1348. En noviembre de 1348, se prorrogó doce meses más, cosa que volvió a suceder en mayo de 1349. Posteriormente se prorrogó repetidamente hasta 1355. No obstante, la tregua no acabó con los enfrentamientos navales entre los dos países ni con los combates menores que se libraban en Gascuña y Bretaña. La guerra a gran escala se reanudó en 1355 y continuó hasta que en 1360 se firmó el Tratado de Brétigny.